# Taca-International-Airways-Flug 110
TACA-International-Airlines-Flug 110 war die Flugnummer eines Linienflugs der TACA zwischen Belize City, Philip S. W. Goldson International Airport, und dem Louis Armstrong New Orleans International Airport, USA, im Jahr 1988. Aufgrund eines Ausfalls beider Triebwerke führten die Piloten eine Notlandung auf einem Deich in New Orleans durch.

## Verlauf des Fluges
Die Boeing 737-300 mit dem Kennzeichen N75356 war am 24. Mai 1988 auf dem Weg von Belize nach New Orleans. An Bord befanden sich 38 Passagiere und 7 Besatzungsmitglieder. Außer den erfahrenen Piloten, Kapitän Carlos Dárdano und Kopilot Dionisio Lopez, befand sich im Cockpit noch ein weiterer Flugkapitän, der als Ausbilder die neue Technik der gerade erst von Boeing an Taca ausgelieferten Maschine studieren sollte.
Während des Sinkflugs aus 35.000 ft (ca. 10.700 m) zur Landung in New Orleans geriet das Flugzeug in ein schweres Unwetter mit starkem Regen und Hagel. In einer Höhe von 16.500 ft (ca. 5.000 m) fielen beide Triebwerke aus. Die Besatzung konnte die Notstromversorgung mithilfe des Hilfstriebwerks aufrechterhalten. Ein Neustarten der Triebwerke führte nicht zu einem brauchbaren Schub und resultierte in einer kritischen Überhitzung, so dass die Triebwerke wieder abgeschaltet werden mussten.
Der Plan einer Notwasserung wurde verworfen, nachdem der Kopilot zwischen dem Intracoastal Waterway und einem schmalen Graben einen mit Gras bewachsenen Deich, der zum Michoud-Gelände der NASA gehörte, (30° 0′ 43″ N, 89° 55′ 11″ W) entdeckte. Wie sich später herausstellte, hatte die Grasfläche eine Länge von 1850 m. Alle Passagiere verließen das Flugzeug nach der Landung über die Notrutschen.

## Ursache
Die Untersuchungen der US-amerikanischen Flugunfalluntersuchungsbehörde NTSB ergaben, dass durch das Unwetter mit Hagel ein Triebwerksausfall verursacht wurde, obwohl die Grenzwerte für das Einsaugen von Wasser noch nicht überschritten waren. Jedoch stellte sich im Laufe der Untersuchungen heraus, dass die Triebwerkleistung vor dem Ausfall während des Sinkfluges durch den Autopiloten automatisch und planmäßig reduziert wurde. Durch die resultierende Drehzahlabnahme der Turbinenblätter konnte das eindringende Wasser nicht mehr ausreichend nach außen befördert werden, sammelte sich im Inneren und verursachte schließlich den Ausfall. Das Flugzeug hatte nur einen geringen Hagelschaden, das zweite Triebwerk wurde beim Versuch des Neustarts durch Überhitzung beschädigt.

## Konsequenzen
In der Folge wurden die Triebwerke dieses Typs modifiziert und mit Klappen zur Abfuhr großer Mengen Regenwasser versehen.

## Verbleib
Von Boeing entsandte Ingenieure und Testpiloten entschieden, die Maschine nach einem Triebwerkswechsel von einem nahegelegenen Straßendamm aus zu starten, anstatt sie mit einem Schleppkahn abzutransportieren. Fällige Reparaturarbeiten wurden nach der Überführung auf dem Louis-Armstrong-Flughafen durchgeführt.
Das Flugzeug wurde später verkauft und flog unter anderem für Southwest Airlines. Anfang Dezember 2016 wurde es außer Dienst gestellt und auf dem Pinal Airpark abgestellt.

## Andere Zwischenfälle mit Ausfall aller Triebwerke
- Southern-Airways-Flug 242: Am 4. April 1977 musste eine Douglas DC-9 der Southern Airways auf einem Highway in Georgia notlanden, nachdem beide Triebwerke durch einen Hagelsturm ausfielen. Die Maschine zerschellte bei der Notlandung und ging in Flammen auf. 63 Insassen und 9 Menschen am Boden starben, 22 Insassen überlebten den Absturz verletzt.
- British-Airways-Flug 9: 1982 geriet eine 747-200 der British Airways in etwa 11.000 Meter Höhe in die Aschewolke des Vulkans Gunung Galunggung, wodurch alle vier Triebwerke ausfielen. Sie konnten wieder gestartet werden, eines fiel kurz danach wieder aus.
- KLM-Flug 867: 1989 geriet eine Boeing 747-400 der KLM Royal Dutch Airlines in die Aschewolke des Mount Redoubt. Alle vier Triebwerke der Boeing 747-400 fielen aus, konnten aber wieder gestartet werden. Normale Landung in Anchorage.
- Air-Canada-Flug 143: 1983 musste eine Boeing 767-200 der Air Canada wegen Spritmangels notlanden. Der Zwischenfall ist in der Presse als Gimli Glider bekannt. Ursache war eine fehlerhafte Umrechnung zwischen metrischen und angloamerikanischen Einheiten für die Treibstoffzuladung.
- Hapag-Lloyd-Flug 3378: Am 12. Juli 2000 musste ein Airbus A310 der Hapag-Lloyd von Chania nach Hannover eine Notlandung kurz vor dem Flughafen Wien-Schwechat machen. Der Bordcomputer errechnete, dass der Treibstoff zwar bis München reichen würde, aber berücksichtigte nicht den Luftwiderstand des nur halb eingefahrenen Fahrwerks.
- Air-Transat-Flug 236: Ein Airbus A330 musste am 24. August 2001 auf den Azoren wegen eines Lecks in der Treibstoffleitung notlanden. Der Treibstoff ging aber aus, weil die defekte Leitung weiter benutzt wurde, anstatt das dazugehörige Triebwerk stillzulegen und einmotorig weiterzufliegen.
- Garuda-Indonesia-Flug 421: Am 16. Januar 2002 musste eine Boeing 737-300 der Garuda Indonesia auf dem Solo-Fluss notwassern, nachdem beide Triebwerke der Boeing nach dem Durchfliegen eines Hagelsturms ausfielen. Eine Flugbegleiterin kam ums Leben.
- US-Airways-Flug 1549: Ein Airbus A320-200 der US Airways musste am 15. Januar 2009 auf dem Hudson River in New York City notwassern, da beide Triebwerke durch Vogelschlag ausfielen. Alle 155 Insassen überlebten.